# أبو الحسين بن بشران
أبو الحسين علي بن محمد بن عبد الله بن بشران بن محمد بن بشر الأموي البغدادي أحد رواة الحديث النبوي.
ولد سنة 328 هـ. سمع من أبي جعفر بن البختري، وعلي بن محمد المصري، وإسماعيل الصفار، والحسين بن صفوان، وأحمد بن محمد بن جعفر الجوزي، وإسحاق بن أحمد الكاذي، وعثمان بن السماك، وأبي بكر النجاد، وعدة. روى شيئًا كثيرًا على سداد وصدق وصحة رواية، كان عدلا وقورا. قال الذهبي حدث عنه: البيهقي والخطيب، والحسن بن البناء، وأبو الفضل عبد الله بن زكري الدقاق، وعلي بن عبد الواحد المنصوري، ونصر بن البطر، والرئيس أبو عبد الله الثقفي، والحسين بن أحمد بن عبد الرحمن العكبري، وأبو الفوارس طراد، وعاصم بن الحسن، وأحمد بن عبد العزيز بن شيبان، وآخرون.
قال الخطيب: «كان تام المروءة، ظاهر الديانة، صدوقا ثبتا». من مروياته: أخبرنا إسماعيل بن عبد الرحمن، أخبرنا عبد الله بن أحمد الفقيه، أخبرنا هبة الله بن هلال الدقاق، أخبرنا عبد الله بن علي، أخبرنا علي بن محمد بن بشران، أخبرنا محمد بن عمرو، أخبرنا سعدان بن نصر، أخبرنا محمد بن عبد الله الأنصاري، عن ابن عون قال أنبأنا القاسم بن محمد، عن عائشة أنها قالت: من زعم أن محمدا رأى ربه، فقد أعظم الفرية على الله، ولكنه رأى جبريل مرتين في صورته وخلقه سادا ما بين الأفق.

## وفاته
توفي في شهر شعبان سنة 415 هـ.